# Poritia trishna
Poritia trishna är en fjärilsart som beskrevs av Hans Fruhstorfer 1917. Poritia trishna ingår i släktet Poritia och familjen juvelvingar. Inga underarter finns listade i Catalogue of Life.